# Adelfas
Adelfas es un barrio del distrito madrileño de Retiro. Se encuentra en el extremo sur del distrito, por lo que solo delimita con 3 de los 5 barrios del distrito: Pacífico al oeste, Niño Jesús al este y Estrella al noreste. Se trata de un barrio de clase media, y además es el barrio del distrito con la más nueva arquitectura. Este barrio se conocía antiguamente como «Las Californias». Dicho nombre se atribuye a la calle homónima que vertebraba el barrio.

## Demografía
A 1 de enero de 2006, tenía una población de 16 705. La evolución de la demografía en el barrio ha experimentado un gran aumento a lo largo de los últimos 20 años. Así, en 1986, la población del barrio era de 12 105, en 1991 era de 13 068, en 1996 era de 12 629 y en 2001 era de 14 453. Por tanto, si se toma como referencia la población de 1986, esta se ha visto incrementada en un 38 %, mientras que la población de la Ciudad de Madrid, en ese mismo periodo, solo ha crecido un 4,8 %.
| Año  | Población | Evolución de población (%) |
| ---- | --------- | -------------------------- |
| 1986 | 12 105    | 100                        |
| 1991 | 13 068    | 108,0                      |
| 1996 | 12 629    | 104,3                      |
| 1998 | 12 877    | 106,4                      |
| 1999 | 12 940    | 106,9                      |
| 2000 | 13 414    | 110,8                      |
| 2001 | 14 453    | 119,4                      |
| 2002 | 15 208    | 125,6                      |
| 2003 | 16 149    | 133,4                      |
| 2004 | 16 260    | 134,3                      |
| 2005 | 16 408    | 135,5                      |
| 2006 | 16 705    | 138,0                      |

La edad media en el barrio es de 41,12 años. A pesar de ser una edad no muy inferior a la media de la ciudad (42,00 años), es la más baja de un distrito que se caracteriza por su envejecimiento, ya que la edad media del distrito es de 43,88 años.
Cuenta con una población extranjera de 1747, lo que representa un 10,46 % de la población. La comunidad más representada es la de ecuatorianos, con un total de 381 vecinos. La siguiente comunidad es la colombiana, con 136 vecinos, y seguidos de cerca por rumanos, con 123 vecinos. La inmigración de la Unión Europea aporta 154 vecinos.

## Transportes

### Cercanías Madrid
Ninguna estación de Cercanías da servicio a este barrio. Las más cercanas son Méndez Álvaro (C-5 y C-10) y Atocha (C-2, C-3, C-4, C-5, C-7, C-8, C-10) en el barrio de Atocha del vecino distrito de Arganzuela.

### Metro de Madrid
Las líneas 1 y 6 dan servicio al barrio con las estaciones de Pacífico (ambas líneas), Puente de Vallecas (L1) y Conde de Casal (L6)

### Autobuses
Dentro de la red de la Empresa Municipal de Transportes de Madrid, las siguientes líneas prestan servicio a este barrio:
| Línea | Terminales                               |
| ----- | ---------------------------------------- |
| 8     | Legazpi – Valdebernardo                  |
| 10    | Cibeles – Palomeras                      |
| 14    | Conde de Casal – Pío XII                 |
| 24    | Estación de Atocha – Estación de El Pozo |
| 32    | Jacinto Benavente – Pavones              |
| 37    | Cuatro Caminos – Puente de Vallecas      |
| 54    | Estación de Atocha – Congosto            |
| 56    | Diego de León – Puente de Vallecas       |
| 57    | Estación de Atocha – Alto del Arenal     |
| 63    | Felipe II – Santa Eugenia                |
| 113   | Méndez Álvaro – Ciudad Lineal            |
| 136   | Pacífico – Madrid Sur                    |
| 141   | Estación de Atocha – Buenos Aires        |
| 143   | Manuel Becerra – Villa de Vallecas       |
| 145   | Conde de Casal – Ensanche de Vallecas    |
| 148   | Callao – Puente de Vallecas              |
| 156   | Manuel Becerra – Legazpi                 |
| 310   | Pacífico – Estación de El Pozo           |
| E     | Conde de Casal – Sierra de Guadalupe     |
| N9    | Cibeles – Ensanche de Vallecas           |
| N10   | Cibeles – Palomeras                      |
| N25   | Alonso Martínez – Villa de Vallecas      |
| NC1   | Circular 1                               |
| NC2   | Circular 2                               |